# Ганчовец
Ганчовец (болг. Ганчовец) — село в Болгарии. Находится в Габровской области, входит в общину Дряново. Население составляет 158 человек.

## Политическая ситуация
В местном кметстве села Ганчовец должность кмета (старосты) исполняет Тодор Стефанов Маринов (Зелёные) по результатам выборов.
Кмет (мэр) общины Дряново — Иван Илиев Николов (независимый) по результатам выборов.